# Pouteria torta
Pouteria torta là một loài thực vật có hoa trong họ Hồng xiêm. Loài này được (Mart.) Radlk. miêu tả khoa học đầu tiên năm 1882.

## Hình ảnh

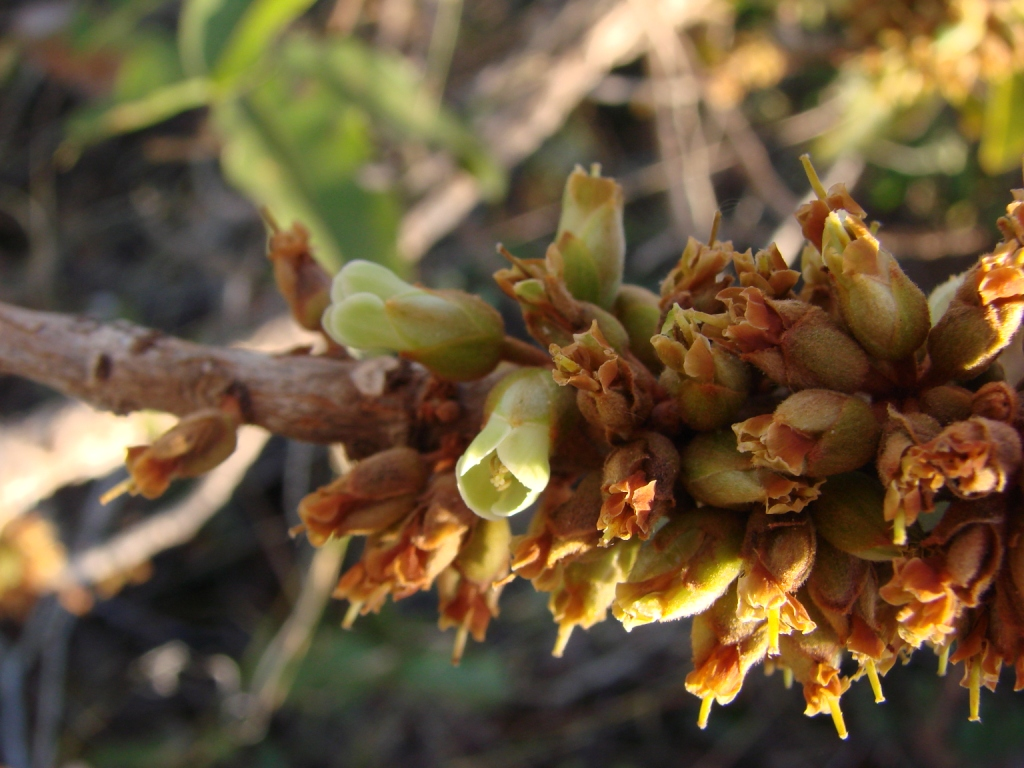
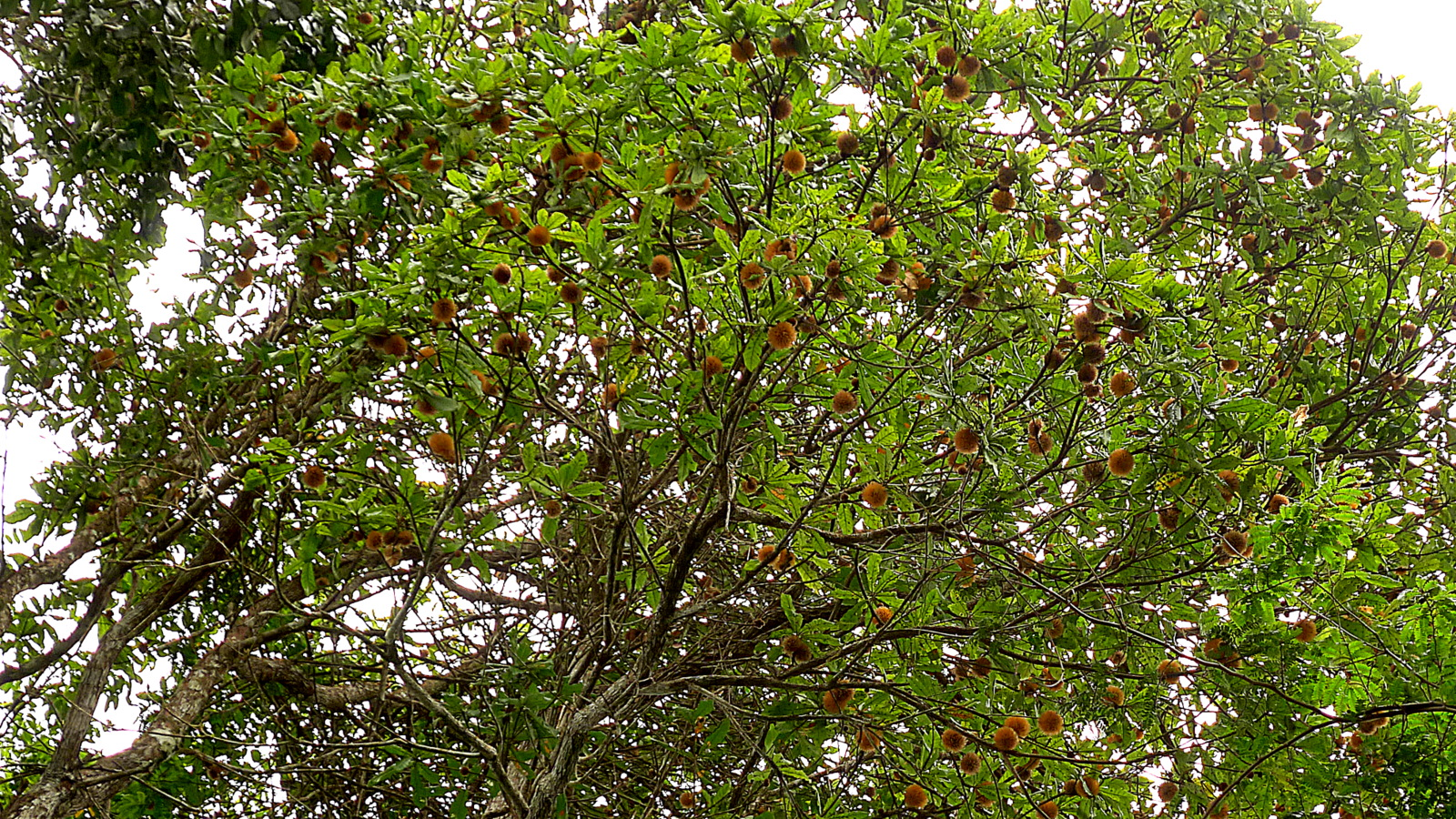
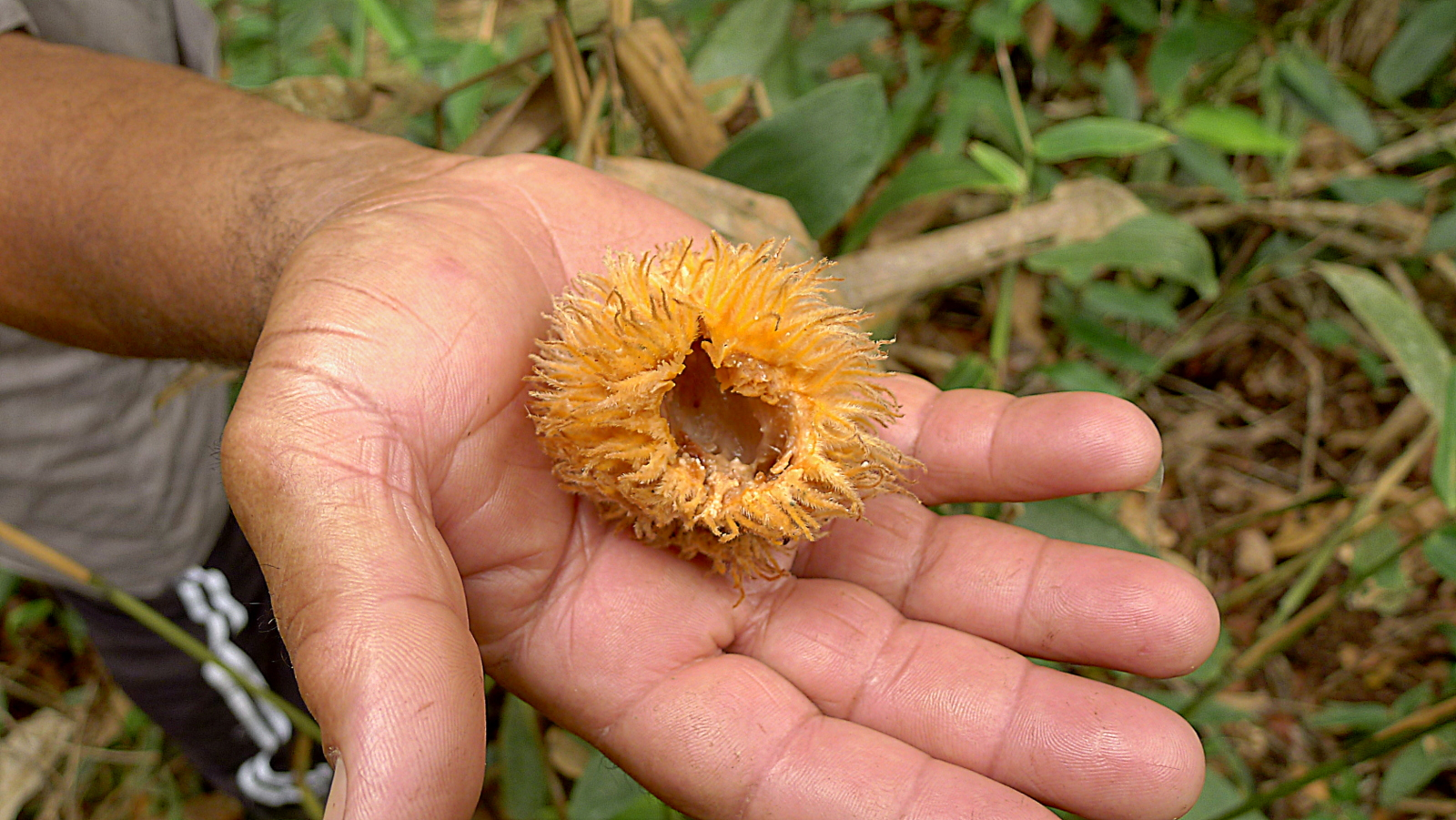
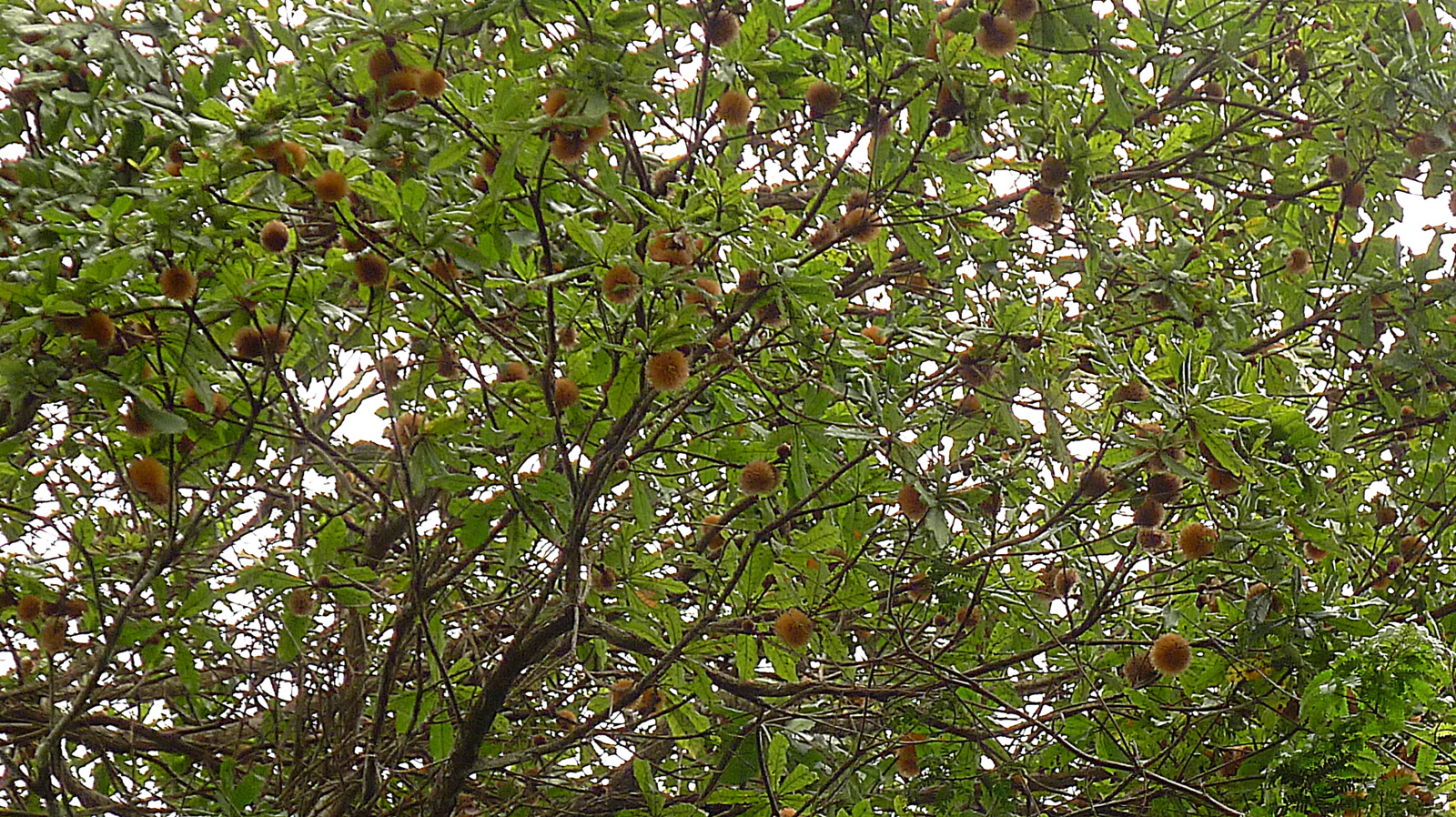